# Gleichfarbkuskus
Der Gleichfarbkuskus (Phalanger gymnotis) ist ein Beuteltier aus der Familie der Kletterbeutler (Phalangeridae), das im Westen, Norden und Osten, im zentralen Hochland von Neuguinea, sowie auf Yapen, Salawati, Misool und den Aru-Inseln vorkommt.

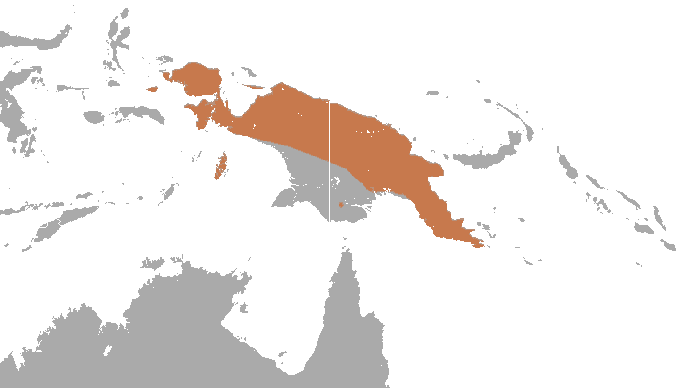
Verbreitungsgebiet

## Merkmale
Der Gleichfarbkuskus ist ein relativ großer, kräftig gebauter Kuskus und erreicht eine Kopfrumpflänge von 31 bis 54 cm, hat einen 29 bis 39,5 cm langen Greifschwanz und erreicht ein Gewicht von 1,5 bis 5 kg. Das Fell ist grau bis graubraun, mit einem dunklen Streifen in der Rückenmitte und hellen Ohrbasen. Die Ohren sind relativ klein. Der Schwanz ist auf mehr als der Hälfte seiner Länge haarlos und endet oft in einer weißen Spitze. Der Kopf ist mittelgroß bis groß und breit, die Schnauze ist schmal. Der dritte obere Prämolar ist sehr groß und steht höher als die Kronen der oberen Molaren. Der Zahn ist in Proportion zur Körpergröße größer als bei allen anderen Kletterbeutlern.
Gleichfarbkuskus aus Bergwäldern, die in einer Höhe von mehr als 1000 bis 1500 über dem Meeresspiegel liegen, sind deutlich kleiner als ihre Artgenossen aus dem Tiefland. Sie haben längere Haare und ein weicheres Fell.

## Lebensraum und Lebensweise
Der Gleichfarbkuskus kommt in verschiedenen Waldtypen von Meeresspiegelhöhe bis einer Höhe von 2700 Metern vor. Am häufigsten ist die Art in Höhen von 500 bis 1500 Metern. Die Tiere bewegen sich relativ langsam, sind nachtaktiv und verbringen den Tag in Höhlen unter oder auf dem Erdboden, z. B. unter Baumwurzeln, zwischen Felsen, in dichter Vegetation und in Löchern, die vom Menschen angelegt wurden. Am frühen Morgen sonnen sie oft vor ihrem Versteck sitzend. Der Gleichfarbkuskus ernährt sich vor allem von Blättern und Früchten. Nachgewiesen wurde der Konsum von Feigen, Bananen und Süßkartoffeln, sowie der Früchte von Elaeocarpus, Garcinia, Pipturus, von Schraubenbäumen, sowie der Verzehr von Farnen, Erechtites, Wasserfenchel (Oenanthe) und Rungia. In geringem Maß fressen sie auch Kleintiere, darunter Nagetiere und kleine Echsen. Öfters wurde beobachtet das Weibchen Nahrung im Beutel zum Nest transportierten. Gleichfarbkuskus produzieren verschiedene Laute, die sich wie Zischen oder Husten anhören. Außerdem trampeln sie mit den Hinterfüßen um Geräusche zu erzeugen. Beide Geschlechter markieren ihren Lebensraum mit Urin und mit einem weißen, cremigen Sekret, das von Drüsen an der Kloake produziert wird. Sie sind relativ unverträglich und kämpfen, nur auf den Hinterbeinen stehend, mit den Vorderpfoten miteinander. Viele Exemplare haben Narben im Gesicht, beschädigte Ohren oder es fehlen ihnen Zehen. Die Weibchen bekommen ein einzelnes Jungtier. Die meisten werden in den Monaten von April bis Oktober geboren. Das Jungtier verlässt den mütterlichen Beutel erstmals nach etwa 108 Tagen, verbringt mit einem Alter von ca. 138 Tagen die meiste Zeit außerhalb des Beutels, es wird dann von der Mutter auf dem Rücken transportiert, und bleibt permanent außerhalb des Beutels, wenn es 160 bis 200 Tage alt ist. In menschlicher Obhut gehaltene Gleichfarbkuskus wurden maximal elf Jahre alt.

## Gefährdung
Die IUCN schätzt den Bestand des Gleichfarbkuskus als ungefährdet (Least Concern) ein. Die Tiere haben ein großes Verbreitungsgebiet, sind relativ häufig und so anpassungsfähig, dass sie auch in vom Menschen gestörten Biotopen leben können.

## Belege
1. 1 2 3 4 5  Kristofer Helgen & Stephen Jackson: Family Phalangeridae (Cuscuses, Brush-tailed Possums and Scaly-tailed Possum). In: Don E. Wilson, Russell A. Mittermeier: Handbook of the Mammals of the World – Volume 5. Monotremes and Marsupials. Lynx Editions, 2015, ISBN 978-84-96553-99-6, S. 489.